# ORP Hydrograf

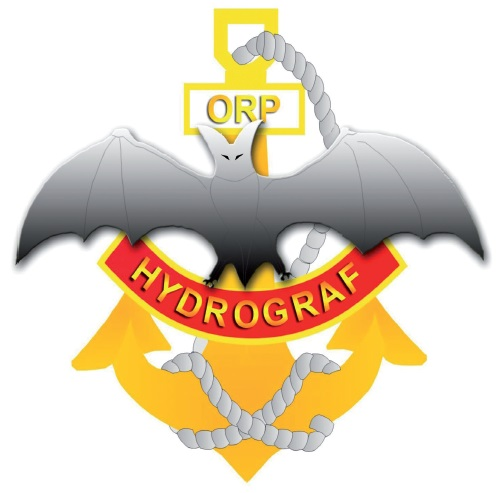
Odznaka pamiątkowa ORP „Hydrograf”

ORP „Hydrograf” – polski okręt rozpoznawczy, rozpoznania radioelektronicznego i rozpoznania obrazowego  projektu 863 (w kodzie NATO: Modified Moma),  nosi numer taktyczny 263.
Okręt ten został zaprojektowany w Polsce i zbudowany w Stoczni Północnej w Gdańsku jako drugi z serii. Jego okrętem bliźniaczym jest ORP „Nawigator”. Okręt służy w 3 Flotylli Okrętów i współtworzy Grupę Okrętów Rozpoznawczych.
Okręt w latach 2018-2020 okręt przeszedł remont i modernizację polegającą na montażu systemów wsparcia elektronicznego (ang. ESM, Electronic Support Measures), dostawę, montaż i integrację systemu dowodzenia rozpoznaniem i systemu odbiorczo-antenowego, montaż Szerokopasmowych Systemów Rozpoznania, dostawę, montaż i integrację systemu optoelektronicznego oraz przeszedł naprawę główną i dokową.